# 13930 Tashko
13930 Tashko è un asteroide della fascia principale. Scoperto nel 1988, presenta un'orbita caratterizzata da un semiasse maggiore pari a 2,2254904 UA e da un'eccentricità di 0,1802420, inclinata di 4,92757° rispetto all'eclittica.
L'asteroide è dedicato all'astronomo bulgaro Tashko Vulchev.